# Paul Lynch (réalisateur)
Pour les articles homonymes, voir Paul Lynch et Lynch.
Paul Lynch est un réalisateur, scénariste et producteur britannique, né le 11 juin 1946 à Liverpool (Royaume-Uni).

## Biographie
Paul Lynch est arrivé au Canada en 1960. Il quitte l’école pour devenir caricaturiste pour le Toronto Star, puis est photographe pour un certain nombre de journaux locaux. Cela l'a conduit à travailler dans le cinéma, il réalisera notamment un documentaire de 90 minutes consacré au magazine Penthouse commandé par son éditeur, Bob Guccione. Son premier long métrage fut The Hard Part Begins. Puis il enchaîna avec Le Bal de l'horreur, un slasher avec Jamie Lee Curtis et Leslie Nielsen, qui triompha au box-office. L'activité de Paul Lynch au cinéma ne fut que ponctuelle, privilégiant sa carrière de réalisateur pour la télévision américaine.

## Filmographie

### comme réalisateur
- 1973 : The Hard Part Begins
- 1978 : Blood & Guts
- 1980 : Le Bal de l'horreur (Prom Night)
- 1981 : Darkroom (série télévisée)
- 1982 : La Malédiction de l'île aux chiens (Humongous)
- 1983 : Cross Country
- 1985 : Clair de lune (Moonlighting) (série télévisée)
- 1985 : Ray Bradbury présente (The Ray Bradbury Theater) (série télévisée)
- 1986 : Flying
- 1986 : Blindside
- 1986 : Mania (TV)
- 1986 : Fatal Revenge (Bullies)
- 1987 : Really Weird Tales (TV)
- 1987 : La Belle et la Bête (Beauty and the Beast) (série télévisée)
- 1987 : Flic à tout faire (Hooperman) (série télévisée)
- 1987 : L'Enfer du devoir (Tour of Duty) (série télévisée)
- 1988 : Maigret (TV)
- 1988 : Going to the Chapel
- 1989 : She Knows Too Much (TV)
- 1989 : Murder by Night (TV)
- 1989 : Double Your Pleasure (TV)
- 1990 : Top Cops (série télévisée)
- 1991 : La Malédiction de Collinwood (Dark Shadows) (série télévisée)
- 1991 : Beauté fatale (Drop Dead Gorgeous) (TV)
- 1993 : Spenser: Ceremony (TV)
- 1993 : Kung Fu, la légende continue ("Kung Fu: The Legend Continues") (série télévisée)
- 1994 : Intervention immédiate (No Contest)
- 1994 : Liberty Street (série télévisée)
- 1995 : Xena, la guerrière ("Xena: Warrior Princess") (série télévisée)
- 1996 : Mike Land, détective ("Land's End") (série télévisée)
- 1996 : Viper ("Viper") (série télévisée)
- 1997 : No Contest II
- 1999 : More to Love
- 1999 : Le Manoir enchanté (The Magician's House) (TV)
- 2000 : Frayeur à domicile (Frozen with Fear)
- 2004 : The Keeper

### comme producteur
- 1983 : American Nightmare